# زرین مهتا
زرین مهتا رئیس و مدیر اجرایی سابق ارکستر فیلارمونیک نیویورک و ارکستر سمفونیک مونترال است.

## زندگی‌نامه
زرین مهتا (متولد ۲۸ اکتبر ۱۹۳۸ در بمبئی) از پارسیان هند است. او برادر زوبین مهتا و فرزند مهلی مهتا بنیان‌گذار ارکستر سمفونیک بمبئی است.

او به‌عنوان حسابدار ارشد حدود ۲۵ سال در لندن و مونترال کار کرد. بین سالهای ۱۹۸۱ تا ۱۹۹۰ مدیر عامل ارکستر سمفونیک مونترال بود. سپس مدیریت جشنواره سالانه راوینیا که قدیمیترین جشنواره موسیقی فضای باز امریکاست را بر عهده گرفت. مهتا در سال ۲۰۰۰ به سمت مدیر اجرایی ارکستر فیلارمونیک نیویورک منصوب شد و تا سال ۲۰۱۲ به کار خود ادامه داد.

## علل معروفیت
حقوق دریافتی سالانه وی در سال ۲۰۰۸ یک میلیون دلار اعلام شد که سر و صدای زیادی بر پا کرد.

سفر ارکستر فیلارمونیک نیویورک به کره شمالی برای اولین بار و اجرای آنان در ۲۶ فوریه ۲۰۰۸ که نقطه عطفی در روابط کره شمالی و آمریکا بود، به همت و در زمان ریاست زرین مهتا صورت گرفته است.